# مطار الخوير
مطار الخوير (إياتا: LKW، إيكاو: OOLK) هو مطار يخدم منشأة الخوير النفطية في غرب عُمان. تقع منارة الراديو فهود على بعد 67.5 ميلاً بحريًا ما يعادل 125 كم جنوب شرق المطار.

## روابط خارجية
- تاريخ الحوادث لـ (Lekhwair Airport) على شبكة سلامة الطيران.